# 크레타가시쥐
크레타가시쥐(Acomys minous)는 쥐과에 속하는 설치류이다. 등 쪽과 꼬리의 털은 거칠고 뻣뻣하며, 다른 가시쥐류 보다 두드러진 회색빛 털 색과 더 뾰족한 얼굴이 특징적이다. 털 색은 얼굴과 등 쪽은 노랑부터 회색 또는 갈색까지 다양하며, 하체는 흰 색을 띤다. 밤에 먹이를 찾는 야행성 동물로 풀 잎과 씨앗을 주로 먹고, 아주 미숙한 형태의 둥지만을 만든다.